# Komornik (Klein Strehlitz)

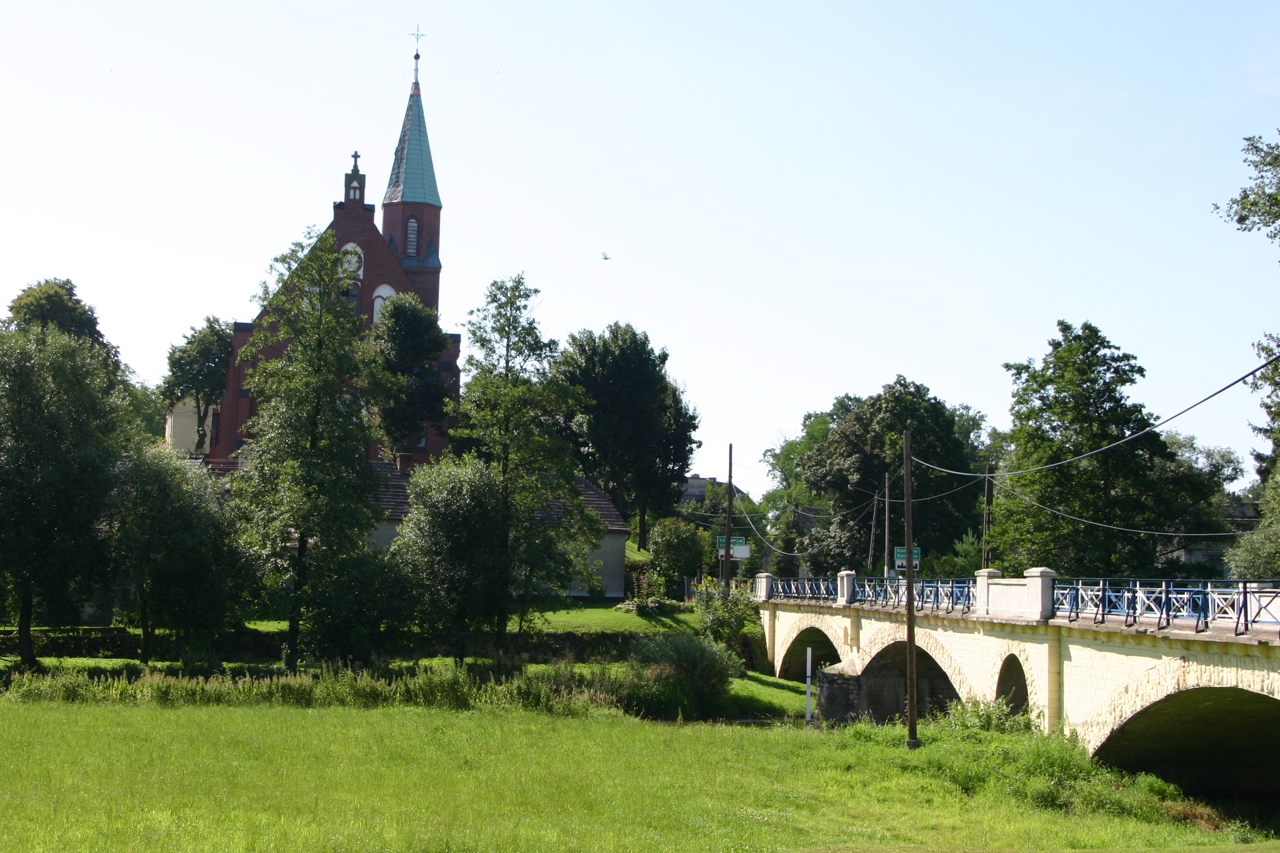
Blick über die Hotzenplotz auf die katholische Kirche von Komornik

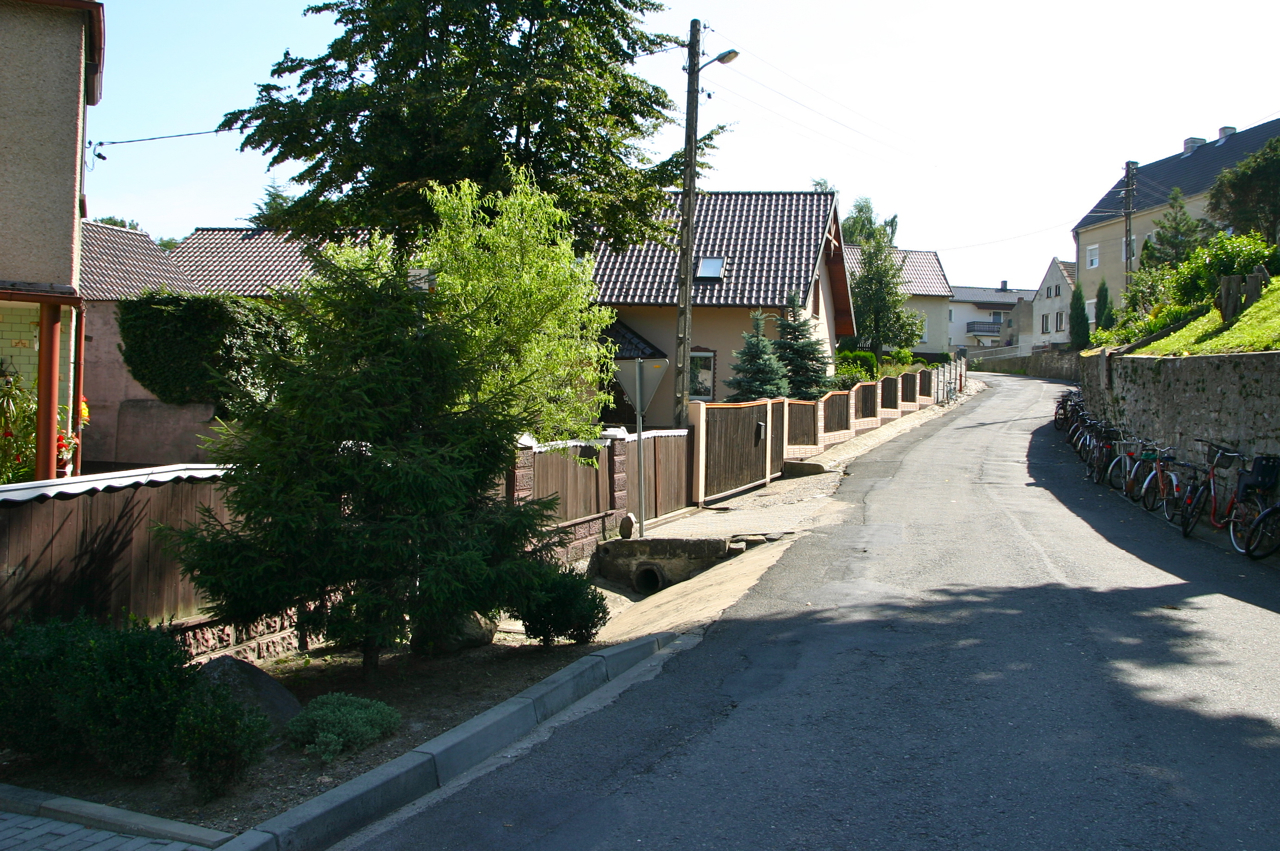
Ortsbild von Komornik

Komornik (polnisch Komorniki, 1936–1945 Kammersfeld) ist ein Ort in der Stadt- und Landgemeinde Klein Strehlitz im Powiat Krapkowicki der Woiwodschaft Opole in Polen.

## Geographie
Komornik liegt fünf Kilometer südöstlich von Klein Strehlitz, sechs Kilometer südwestlich von Krapkowice und 32 km südlich von Opole (Oppeln) in der Nizina Śląska am rechten Ufer der Hotzenplotz. Zu Komornik gehört der Weiler Neumühle.
Nachbarorte von Komornik sind im Westen Lobkowitz (Łowkowice), im Norden Dobrau (Dobra), im Nordosten Neumühle (Nowy Młyn), im Südosten Ściborowice (Stiebendorf) und Jarczowice (Jarschowitz) und im Süden Kórnica (Körnitz).

## Geschichte
Komornik wurde im 13. Jahrhundert gegründet und 1245 erstmals urkundlich erwähnt.
Bei der Volksabstimmung in Oberschlesien am 20. März 1921 stimmten 412 Wahlberechtigte für einen Verbleib bei Deutschland und 30 für Polen. Komornik verblieb beim Deutschen Reich. Am 15. Juni 1936 wurde der Ort in Kammersfeld umbenannt. Bis 1945 befand sich der Ort im Landkreis Neustadt O.S.
Als Folge des Zweiten Weltkriegs wurde der ehemals deutsche Ort Komornik 1945 unter polnische Verwaltung gestellt. Nachfolgend wurde es in Komorniki umbenannt und der Woiwodschaft Schlesien angeschlossen. Die deutsche Bevölkerung wurde, soweit sie nicht vorher geflohen war, weitgehend vertrieben. Die neu angesiedelten Bewohner waren teilweise Zwangsumgesiedelte aus Ostpolen, das an die Sowjetunion gefallen war. Nachfolgend wurde es in Komorniki umbenannt. Am 17. Mai 2006 wurde in der Gemeinde Klein Strehlitz, der Komornik angehört, Deutsch als zweite Amtssprache eingeführt. Am 24. November 2008 erhielt der Ort zusätzlich den amtlichen deutschen Ortsnamen Komornik.

## Sehenswürdigkeiten
- Die Römisch-katholische Pfarrkirche Unbefleckte Empfängnis wurde 1888 im neugotischen Stil an der Stelle eines Vorgängerbaus errichtet.
- Kapelle aus der ersten Hälfte des 19. Jahrhunderts.

## Vereine
- Gemeinsamer Deutscher Freundschaftskreis mit dem Ort Lobkowitz

## Persönlichkeiten
- Georg Hyckel (1880–1975) – Lehrer, Heimatkundler, Sachbuchautor und Publizist, 1900–1903 als Volksschullehrer in Komornik